# Johann Christoph Volkamer
Johann Christoph Volkamer, francisé en Jean Christophe Volkamer, originaire de Nuremberg, est un botaniste collectionneur. Il a publié Nürnbergische Hesperides, abondamment illustré. Ce livre a été une étape décisive de la mode des jardins d'agrumes en Europe du nord.
On rencontre les orthographes Volkamer, Volckamer et Volkammer. Risso et Poiteau latinisent en Volcamerius.

## Biographie

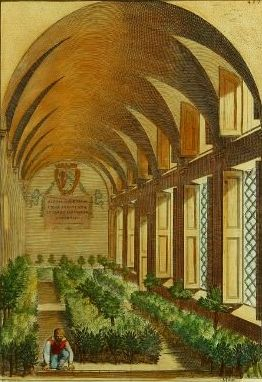
Une orangerie dans Hesperides de Giovanni Battista Ferrari, 1646.

Il est né le 7 juin 1644. Son père, Johann Georg Volckamer l'Ancien (1616-1661), est médecin, anatomiste et naturaliste, son grand-père Johann avait une manufacture de soie près de Rovereto. Jean Christophe  passe sa jeunesse entre Rovereto et Vérone et fait ses études à Padoue.
Il connait Hesperides, sive, De malorum aureorum cultura et vsu libri quatuor (1646) de Giovanni Battista Ferrari (1584-1655) qu'il diffuse en Allemagne, devenu architecte paysagiste en 1720 après son retour à Nuremberg. Ferrari, jésuite de Sienne, érudit et botaniste appartient au cercle du cardinal Barberini qui possédait son propre jardin des plantes exotiques (Horti Barberini) publie une somme magnifiquement illustré (par Johann Friedrich Greuter, Cornelis Bloemaert II, Nicolas Joseph Foucault, Claude Goyrand, Camillo Cungi, etc. gravures de Johann Kenckel, C. Steinberger, Paul Decker) qui raconte comment les Hespérides diffusent la culture des pommes d'or en Italie: l'orange en Sicile, le citron en Ligurie et le cédrat à Salô, sur le lac de Garde (Volkamer décrit le lac de Garde dans son livre, il y avait vu de magnifiques jardins parfumés d'agrumes - «de cédrats et des citronniers cultivés avec beaucoup d'art et de soin» - dont ceux de Toscolano-Maderno) et décrit ces fruits et leur culture. Ce livre participe de la diffusion des jardins d'agrumes en pots hivernés en orangerie dans toute l'Europe du nord.

Un second ouvrage inspire Volkamer, Nederlantze Hesperides sur la culture des agrumes de Jan Commelin (1676). 

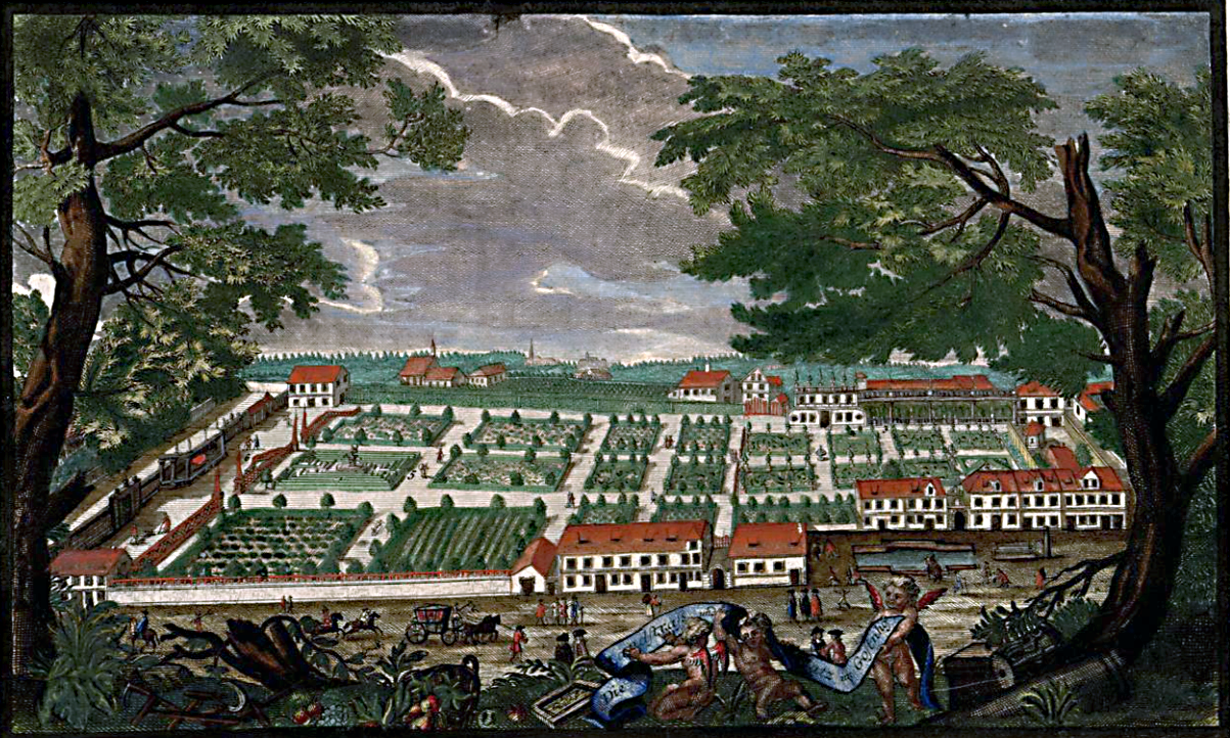
Le jardin de Volkamer à Gostenhof avec son orangerie (Numéroté 3 en haut à droite le long du bâtiment)

J. C. Volkamer constitue sa propre collection d'agrumes à Nuremberg-Gostenhof (entre Gostenhofer Hauptstraße, Gostenhofer Schulgasse et Elsnerstraße) dans le jardin qu'il avait hérité de son père. Il l'agrandit considérablement et y construit une grande orangerie. Johann Wilhelm Weinmann écrit en 1737 : «Jean Christophe Volkamer Marchand á Nuremberg, [ ] avait un très beau Jardin. Sa belle orangerie lui donna lieu d'écrire de cet arbre et son ouvrage est imprimé d'une propreté ordinaire en 1713. Il a non seulement une grande quantité de Citrons, d'Orangers et Limonier, mais aussi de toutes sortes d'autres rares plantes, comme ficoide, Cerei, Ananas, et plusieurs autres qu'il a fait graver et pour les orner, il en a fait peindre une grande quantité de Padoue et Nuremberg». Son livre précipite la diffusion dans le monde germanophone des orangeraies et des jardins d'agrumes. Georg Ernst Tatter (vers 1727) jardinier de la cour à Hanovre en avait annoté une édition coloriée (Bibliothèque G. W. Leibniz à Hanovre), suivront la construction d'importantes orangeries margraviales et princières (évêques) à Ansbach, Eichstätt et Erlangen. Il décrit aussi l'ananas, les cocotiers et le coton et de nombreux jardins. 

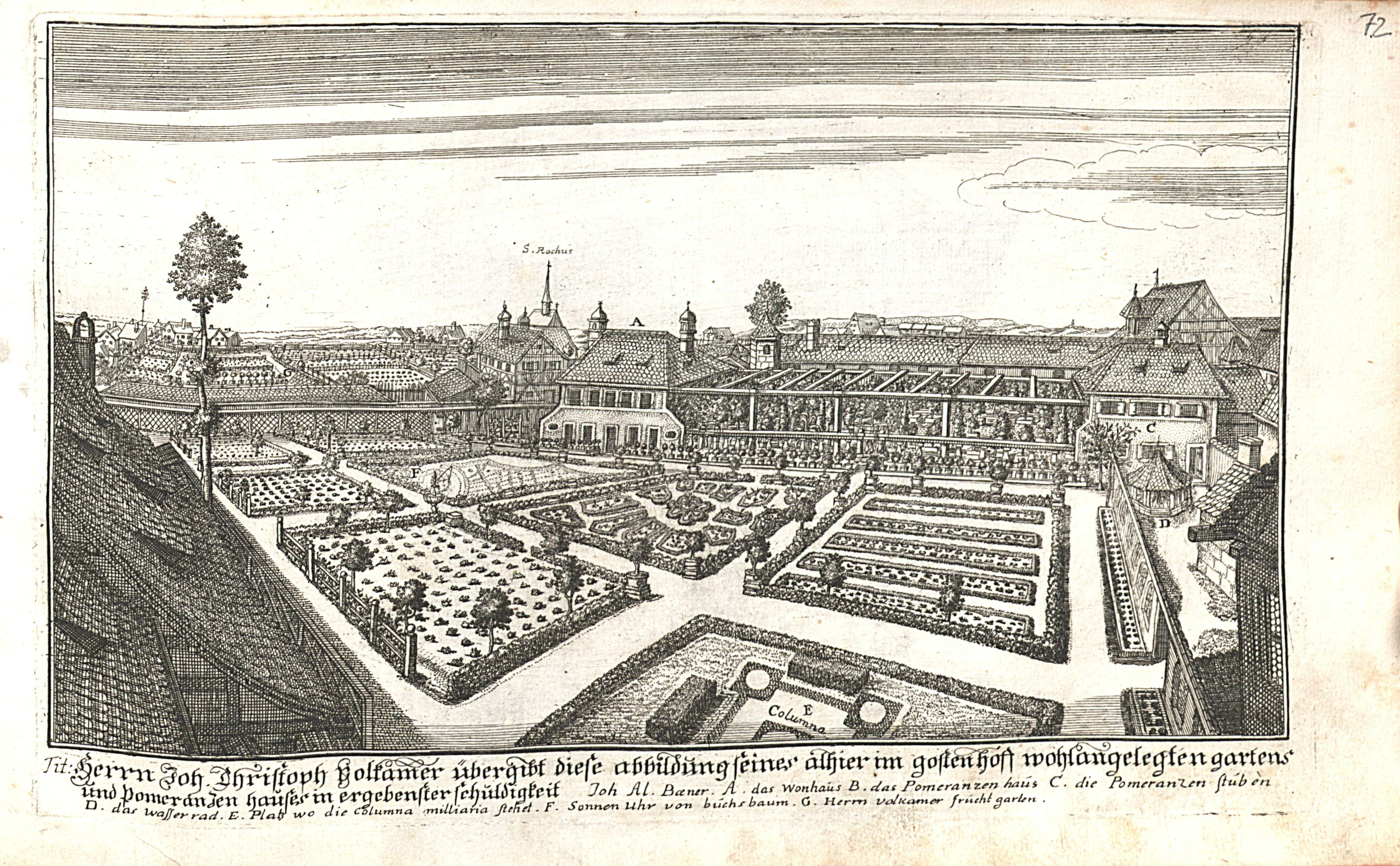
L'orangerie de Gostenhof gravée par Johann Alexander Böner

Son fils Johann Georg Volckamer (1662-1744) est l'auteur d'un Flora noribergensis (1700) de 407 p. avec planches. Pancer a écrit sur lui une notice, avec des lettres de Boerhaave et de Tournefort. Il meurt le 26 aout 1720, année où il est élu membre de la Deutschen Akademie der Naturforscher Leopoldina.

## Place et rôle de J. C. Volkamer
Nuremberg était la plus importante ville libre de l’Empire, une communauté de botanistes jardiniers en fait un centre important de sciences et de jardins. Joachim Camerarius avait fondé une académie et une université (Altdorf) où enseigne Ludwig Jungermann qui a un jardin botanique en 1626. En 1644, la Pegnesischer Blumenorden unifie l'usage du latin en botanique. Nuremberg devint un centre de peinture et le dessin de fleurs avec Maria Sibylla Merian qui publie une Flore du Suriname en 1705. Basilius Besler pharmacien et botaniste Joachim Camerarius et Carolus Clusius créent le jardin de l’archevêque d'Eichstätt. La Franconie entretenait des relations multiples avec l'Italie du nord.

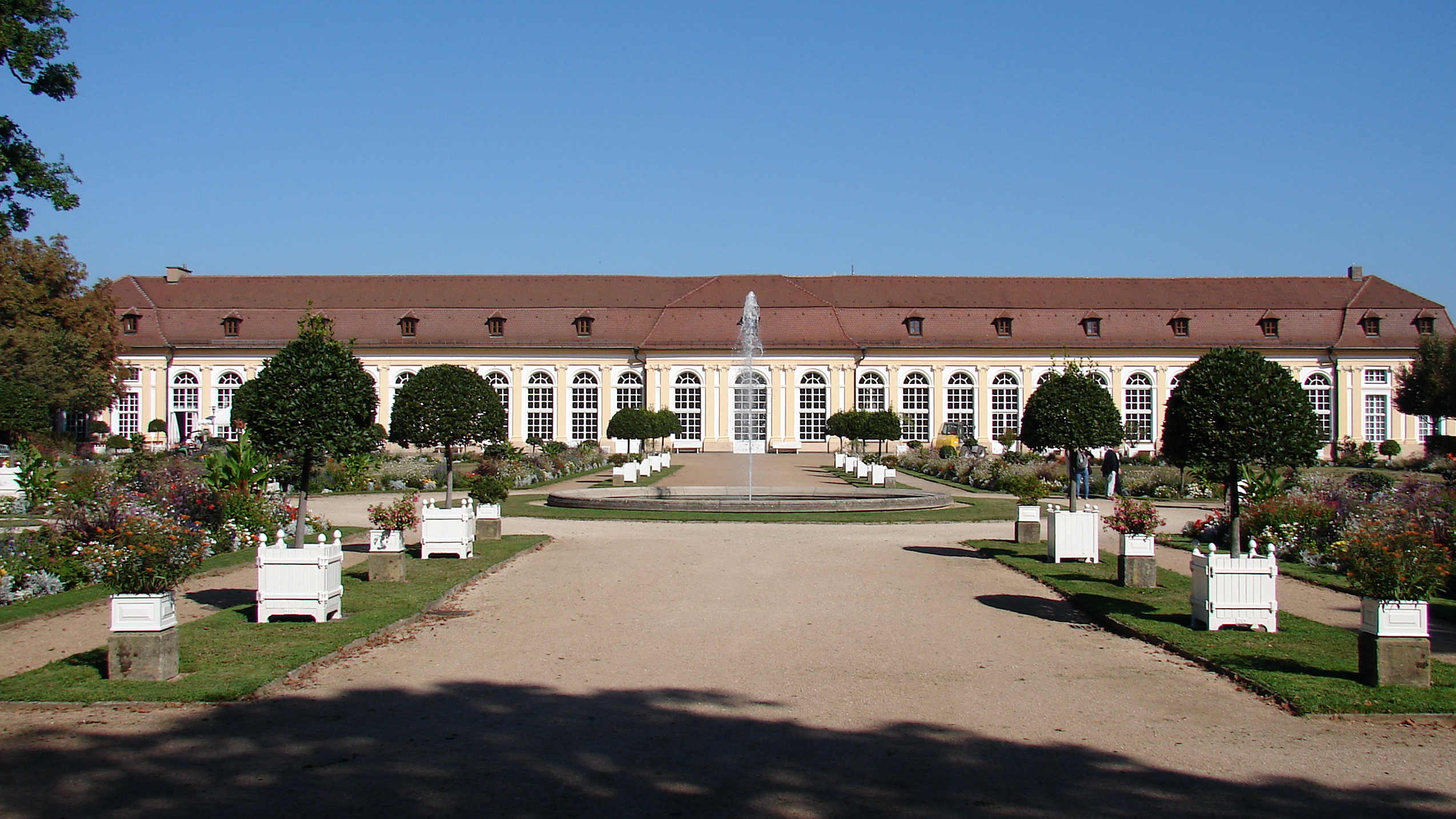
Orangerie d'Ansbach, construite de 1726 à 1744 par la margravine Christiane Charlotte

Pierre de Mercollienne (1453-1534) avait mis au point à Naples la culture en pot des agrumes et l'hivernage, il répand son savoir en Toscane où les Médicis réalisent des collections et des jardins d'agrumes gigantesques et renommés et en France dans les jardins royaux. Volkamer a sous les yeux des collections étonnantes dont son livre est un témoignage précieux, il vit dans un milieu de botanistes médecins éduqués. Bimbi (1648-1729) nous a laissé une iconographie complète des fruits des Médicis, Volkamer fait une publication méthodique : dessins à l'échelle 1, feuillages, pour la première fois, il publie sa monographie en allemand, et il la double de la représentation de très nombreux jardins. En quoi son livre - republié en 2020 - n'a jamais perdu de son intérêt.
Il a contribué à la tradition des jardins d'agrumes décoratifs et des orangeries d'Europe jusqu'au XXe siècle, et inspiré les grands ouvrages botaniques illustrés comme Histoire naturelle des orangers d'A. Risso et Antoine Poiteau, Pomona Italiana de Gallesio.

### Citrus volkameriana
Citrus x volkameriana, Citron Volkamer est un agrume hydride utilisé comme porte-greffe et comme plante ornementale. Volkamer en parle sous le  nom d'Aranzo limonato. Risso et Poiteau le baptisent Citrus bigaradia volcameriana, Bigaradier de Volcamer, en italien Melangolo di Volcamerio.

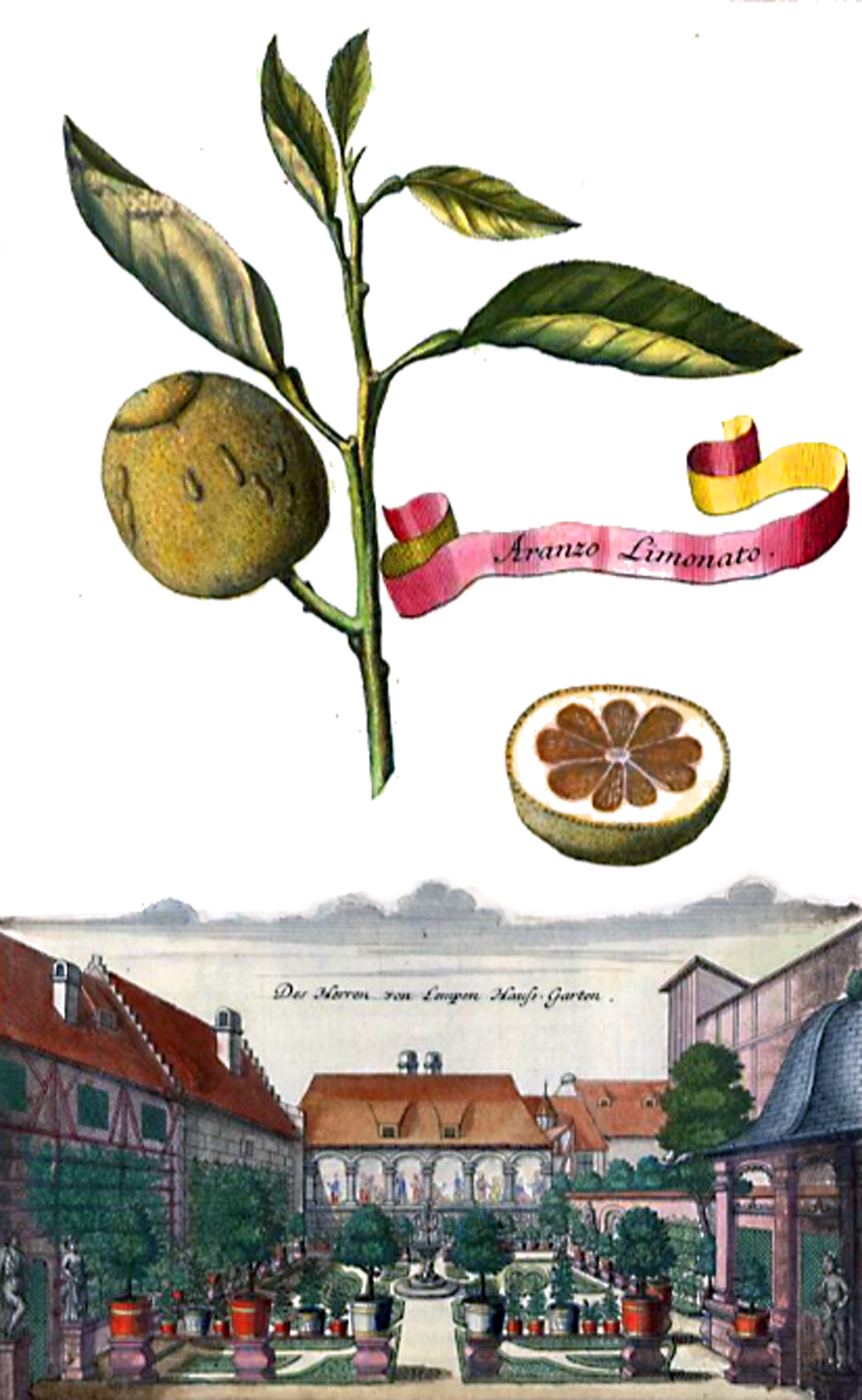
Aranzo Limonato (le Citron de Volkamer) et en bas dans le jardin de Mmrs von Lempen nombreux agrumes en pots

## Publications
Nürnbergische Hesperides, oder Beschreibung der Citronat, Citronen und Pomerantzen-Früchte.
Version numérisée : Bibliothèque universitaire et nationale de Saxe-Anhalt (8 pages non numérotées, 255 pages, 12 pages non numérotées, 110 planches non numérotées, 6 planches pliées non numérotées. 4° frontispice, illustrations, 1 carte. et vol 2 1714
- 1708, in-fol. 259 pp. avec 116 planches

- Continuation der Nürnbergischen Hesperidum, 1714, in-fol. de 239 pp. avec 134 planches[16],[17]

- Erh. Reuschio. Traduction latine, Hesperidium Norhimbergansium libri  2 vol. in fol. 1713
- rééd. J. C. Volkamer. The Book of Citrus Fruits von Lauterbach, Iris, Taschen VerlagTaschenerschienen, 384 p. 2020D'après les deux volumes coloriés à la main des archives municipales de Furth (Schloss Burgfarrnbach). Enrichie d'illustrations prévues pour le vol III
- Obeliscus Constantinopolitanus oder kurtze Erklärung des zu Constantinopol auf der Renn-Bahn stehenden, nun aber auch in der nürnbergischen Vorstadt Gostenhof nachgehauenen und aufgerichteten Obelisci, Nuremberg 1713[18], reed. Nachdruck Nuremberg 1985.

|                     |
| Cédrat de Florence. |

|                  |
| Orange bizzarria |

|                     |
| Citron de la Costa. |

|            |
| Bergamote. |